# Kerk van Windesheim
De kerk van Windesheim is een protestantse kerk in de Overijsselse plaats Windesheim in de gemeente Zwolle.
Oorspronkelijk maakte het gebouw deel uit van het kloostercomplex van de congregatie van Windesheim. Het klooster was in de late 14e eeuw het centrum van de Moderne Devotie onder leiding van Geert Grote. Dit gebouw fungeerde als brouwerij van het klooster. Tijdens de Tachtigjarige Oorlog werd het klooster ontmanteld. Dit deel van het complex, een voormalige brouwerij met balken uit 1565, bleef behouden en werd bestemd voor gebruik door de Nederduitse Gereformeerde Kerk (later Nederlandse Hervormde Kerk) in 1634. De preekstoel met klankbord dateert uit de periode omstreeks 1650, de koperen lezenaar is een kleine eeuw jonger. De uitbouw aan de noordoostzijde van de kerk is de in latere jaren aangebouwde consistoriekamer waaraan een portaal is toegevoegd. Dit neogotisch bouwwerkje is een ontwerp van de architect L.H.J. Westerop uit 1915. In de kerkenraadskamer zijn twee delen van oude grafzerken ingemetseld. Een van de zerken bevat de naam van Dirk van Herxen, rector van het Zwolse fraterhuis, die in 1457 is overleden.
De kerk heeft in de loop der tijden diverse orgels gekend. De kas, thans wit geschilderd, dateert uit 1876. Pieter van Dam II plaatste omstreeks 1920 een orgel waarvan enkele onderdelen verwerkt werden in het huidige instrument, dat in 1987 werd vervaardigd door orgelmakerij Reil.
De kerk werd in 1971 als rijksmonument ingeschreven in het monumentenregister. 

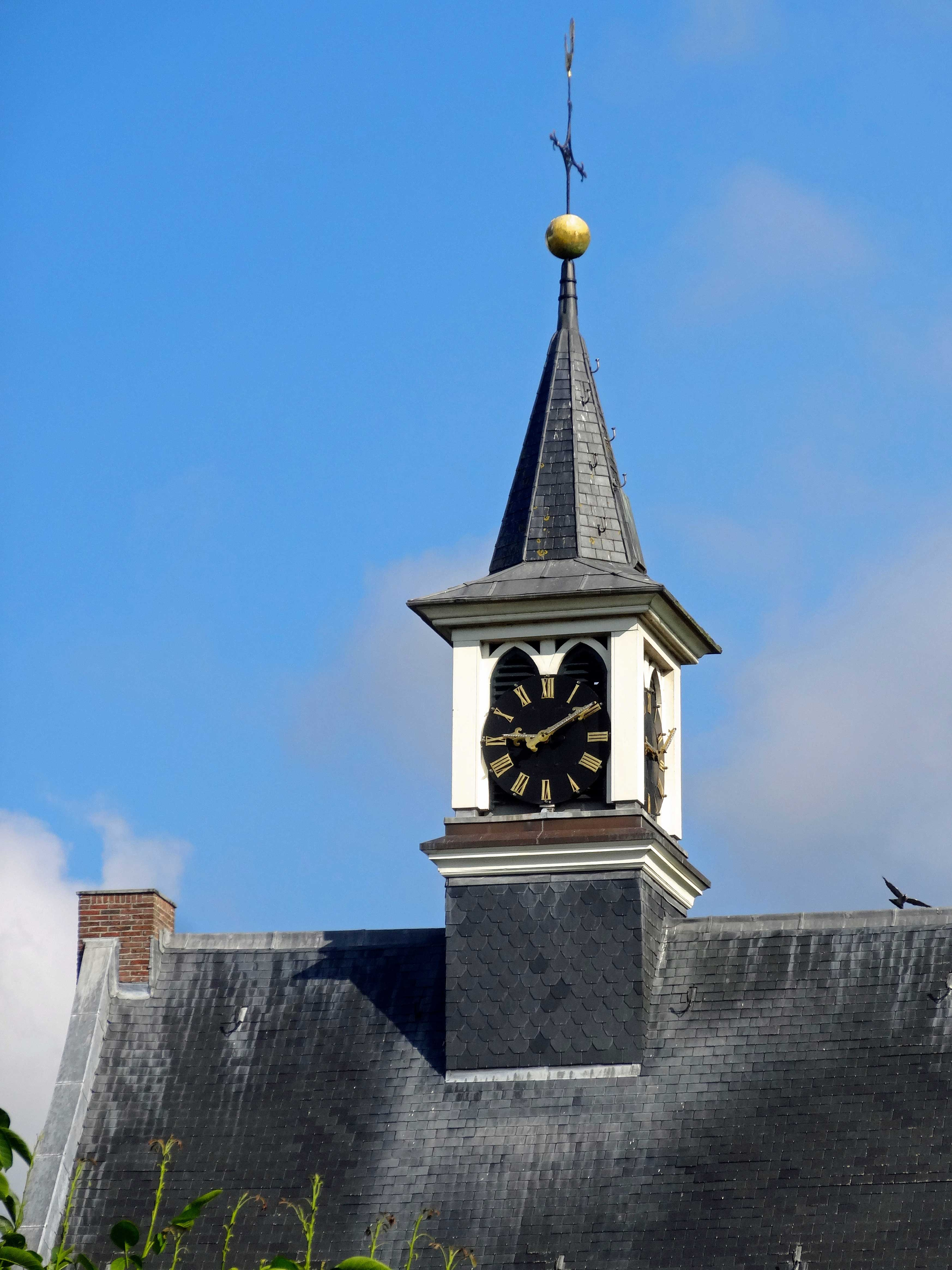
Toren van de kerk anno 2015
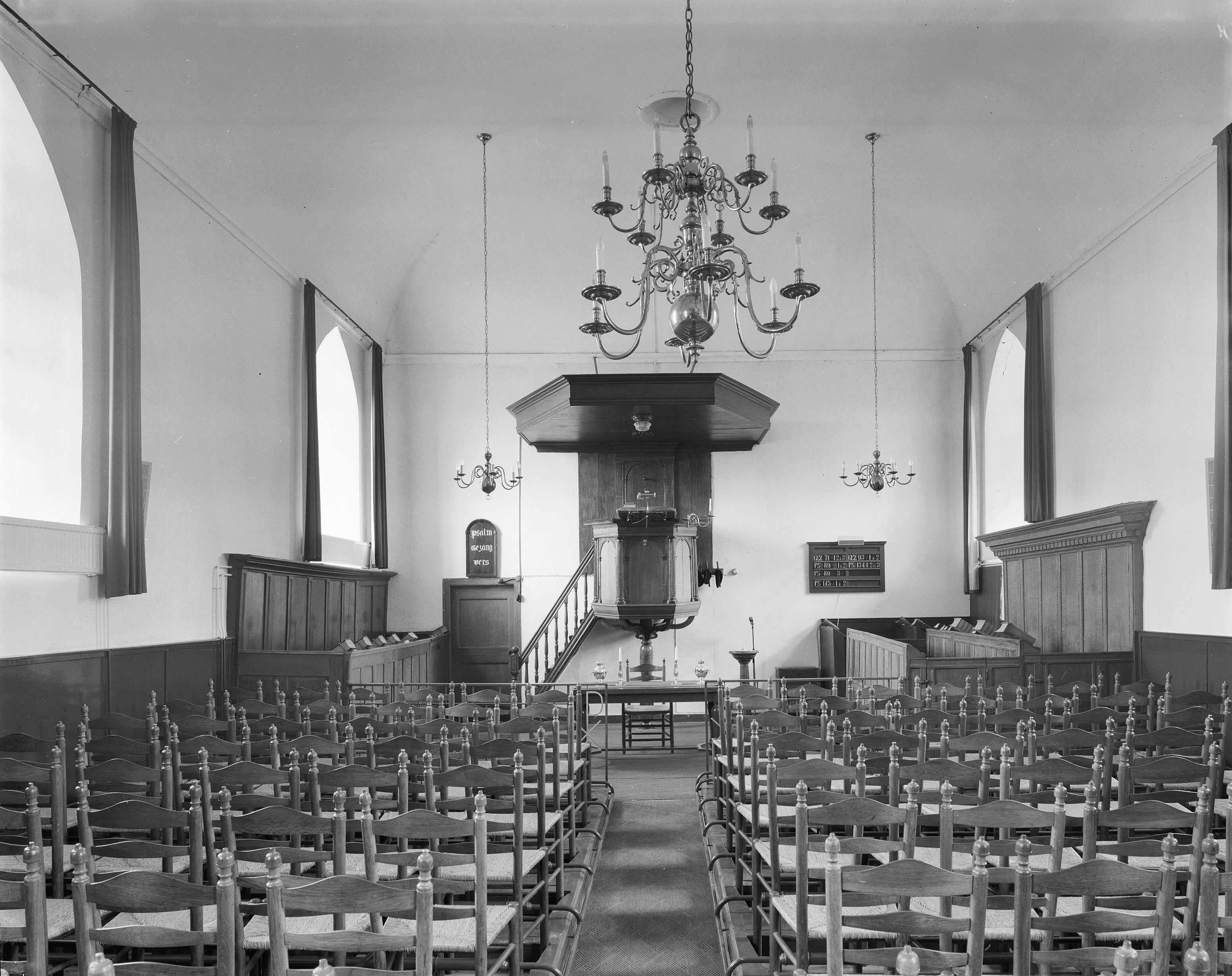
Interieur van de kerk anno 1985
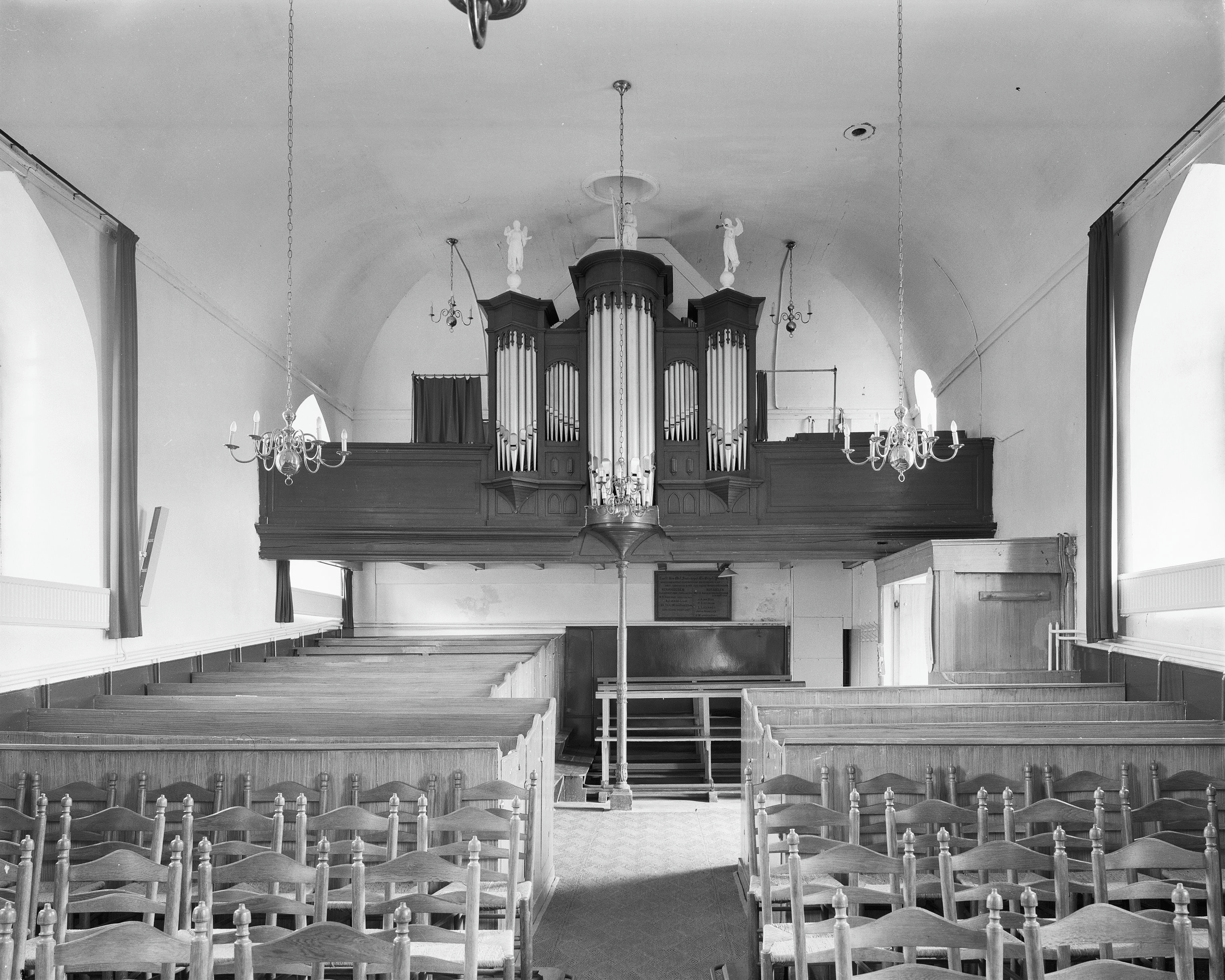
Van Dam-orgel anno 1985

1. 1 2  NH Kerk Windesheim - Open Monumentendag. Geraadpleegd op 6 augustus 2025.